# Lazi Turopoljski
Lazi Turopoljski is een plaats in de gemeente Velika Gorica in de Kroatische provincie Zagreb. De plaats telt 69 inwoners (2001).